# Übereinstimmungszeichen
Das Übereinstimmungszeichen (abgekürzt auch Ü-Zeichen) der Länder kennzeichnet geregelte und nicht geregelte Bauprodukte, die mit der zugrunde gelegten technischen Regel, der allgemeinen bauaufsichtlichen Zulassung, dem allgemeinen bauaufsichtlichen Prüfzeugnis oder der Zustimmung im Einzelfall übereinstimmen. In Deutschland ist es auch unter der Bezeichnung Ü-Zeichen bekannt, in Österreich als ÜA-Einbauzeichen.
Das Übereinstimmungszeichen kennzeichnet die Verwendbarkeit eines Bauprodukts in Deutschland.
Für Bauprodukte im Geltungsbereich einer europäischen Norm wird das Übereinstimmungszeichen durch die CE-Kennzeichnung ersetzt. Mit der CE-Kennzeichnung ist das Bauprodukt europaweit handelbar (inverkehrbringbar). Viele Bauprodukte sind mit der alleinigen Kennzeichnung durch das CE-Zeichen in Deutschland jedoch nicht verwendbar, da weitergehende nationale Anforderungen an das Bauprodukt gestellt werden. Für diese Anforderungen ist weiterhin die Kennzeichnung mit dem Übereinstimmungszeichen notwendig.
Der Europäische Gerichtshof hat mit dem EuGH-Urteil 2014 die Praxis der „Doppelkennzeichnung“ für unzulässig erklärt.

## Musterbauordnung
Der §22 „Übereinstimmungsnachweis“ der Musterbauordnung (MBO) in der Fassung von 2012 wurde 2022 durch §21 „Übereinstimmungsbestätigung“, §22 „Übereinstimmungserklärung des Herstellers“ und §23 „Zertifizierung“ ersetzt.

Letzterer trifft Festlegungen zur Erteilung von Übereinstimmungszertifikaten durch Zertifizierungsstellen, wenn „das Bauprodukt (1.) den Technischen Baubestimmungen nach § 85a Abs. 2, der allgemeinen bauaufsichtlichen Zulassung, dem allgemeinen bauaufsichtlichen Prüfzeugnis oder der Zustimmung im Einzelfall entspricht und (2.) einer werkseigenen Produktionskontrolle sowie einer Fremdüberwachung nach Maßgabe des Absatzes 2 unterliegt“ und stellt fest, die „Fremdüberwachung ist von Überwachungsstellen nach § 24 durchzuführen“. Die Fremdüberwachung hat dabei „regelmäßig zu überprüfen, ob das Bauprodukt den Technischen Baubestimmungen nach § 85a Abs. 2, der allgemeinen bauaufsichtlichen Zulassung, dem allgemeinen bauaufsichtlichen Prüfzeugnis oder der Zustimmung im Einzelfall entspricht“.
Die Musterbauordnung (MBO) in der Fassung von 2022 legt in §16a Abs. 5 fest: „Bauarten bedürfen einer Bestätigung ihrer Übereinstimmung mit den Technischen Baubestimmungen nach § 85a Abs. 2, den allgemeinen Bauartgenehmigungen, den allgemeinen bauaufsichtlichen Prüfzeugnissen für Bauarten oder den vorhabenbezogenen Bauartgenehmigungen; als Übereinstimmung gilt auch eine Abweichung, die nicht wesentlich ist. § 21 Abs. 2 gilt für den Anwender der Bauart entsprechend.“